# Eva Cavalli

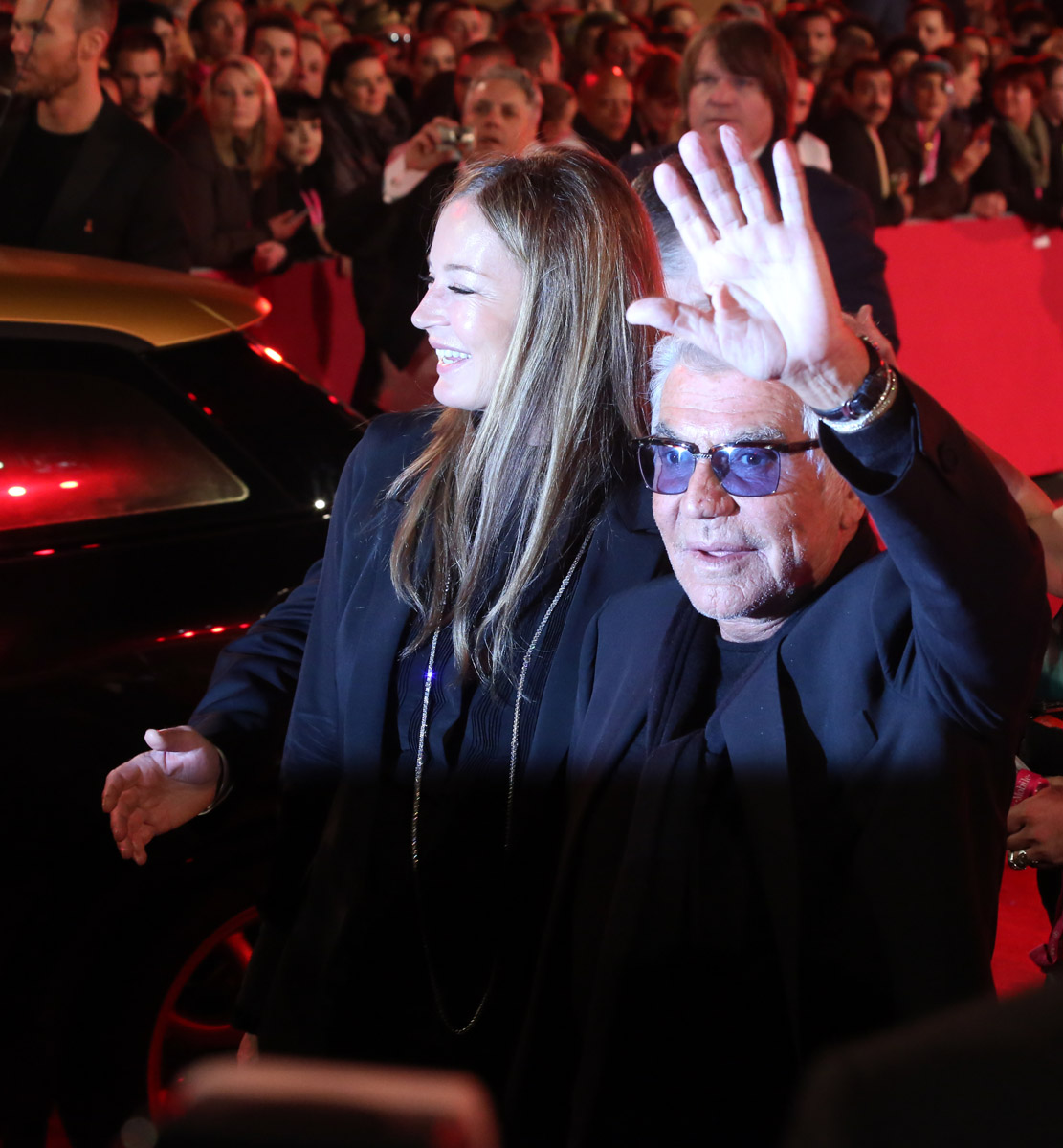
Eva und Roberto Cavalli beim Life Ball (2013)

Eva Cavalli (* 1959 in Dornbirn, Vorarlberg als Eva Maria Düringer) ist eine österreichische Modedesignerin und ehemalige Schönheitskönigin.

## Leben und Wirken
Unter ihrem Geburtsnamen wurde Eva Düringer im Jahr 1977 zur Miss Vorarlberg und in der Folge auch zur Miss Austria gewählt. Bei der Wahl zur Miss Universe im selben Jahr erreichte sie den zweiten Platz. Den auf 1978 verschobenen Miss-Europe-Wettbewerb konnte sie ebenfalls für sich entscheiden.
Sie lernte Roberto Cavalli bei der Kür zur Miss Universe 1977 in der Dominikanischen Republik kennen, bei der er in der Jury saß.
Von 1980 bis zu seinem Tod im Jahre 2024 war sie mit dem Modedesigner verheiratet.
Das Ehepaar hat drei gemeinsame Kinder und seinen Hauptwohnsitz in Florenz.
Eva Cavalli war die Geschäftspartnerin ihres Ehemanns und die beiden verwalteten das Cavalli-Unternehmen gemeinsam.